# Loxosoma troglodytes
Loxosoma troglodytes är en bägardjursart som beskrevs av Harmer 1915. Loxosoma troglodytes ingår i släktet Loxosoma och familjen Loxosomatidae. Inga underarter finns listade i Catalogue of Life.